# امامزاده محمد (بهبهان)
امامزاده محمد (بهبهان)، در خیابان امام حسین (ع) واقع در کوچه شهدای امامزاده محمد ع بهبهان قرار دارد

## جمعیت
این روستا در دهستان حومه قرار دارد و براساس سرشماری مرکز آمار ایران در سال ۱۳۸۵، جمعیت آن ۳۲ نفر (۷خانوار) بوده‌است.